# 宁蒗泸沽湖机场
宁蒗泸沽湖机场位于云南与四川交界的泸沽湖南部，云南省宁蒗彝族自治县红桥乡石佛山村豹子洞，北距泸沽湖约25公里车程，南距宁蒗县城和丽江市区分别约50公里和200公里车程。
泸沽湖机场于2012年5月经国务院批准立项，2013年4月24日开工建设，2015年10月12日建成并投入运营。
泸沽湖机场按照满足2020年旅客吞吐量45万人次、货邮吞吐量900吨的目标设计，机场飞行区等级4C，初步设计概算为13.019517亿元，主要建设包括：新建一条长3400米的跑道，5000平方米的航站楼，4个机位的站坪以及空管、供油等相关配套设施。

## 航空公司与航点
‌2025年度夏秋航季（3月30日至10月25日）
| 航空公司     | 目的地 |
| ------------ | ------ |
| 中国东方航空 | 昆明   |